# 希臘禮天主教奧拉迪亞馬雷教區
希臘禮天主教奧拉迪亞馬雷教區（拉丁語：Dioecesis Sancti Basilii Magni Bucarestiensis Romenorum）是羅馬尼亞一個東儀天主教教區、受希臘禮弗格拉什暨阿爾巴尤利亞總教區管轄。
教區成立於1777年6月23日，位於羅馬尼亞西北部。羅馬尼亞共產黨執政時期，原教區主教在1952年死後，由輔理主教在地下管理教務。1990年才恢復委任主教。
2009年教區有98,000名教友、167名司鐸、145個堂區、十八名修士和十九名修女。現任教區主教為維吉爾·貝爾恰。